# Therates concinnus
Therates concinnus (лат.) — вид жуков-скакунов рода Therates из семейства жужелицы (Carabidae). 

## Распространение
Вьетнам, Лаос, Мьянма.

## Описание
Длина от 7,2 до 9,1 мм. Тело с металлическим блеском. От близких видов отличается сочетанием окраской надкрылий с большой центральной точкой угловатой формы, сливающимися плечевой лунулой и базальной точкой. Голова блестящая зеленовато-чёрная. Мандибулы желтоватые, зубцы по краю буроватые. Верхняя губа одинаковой ширины и длины, затемнённая, с шестью вершинными зубцами и одним боковым зубцом. Губные и максиллярные щупики желтоватые. Наличник голый. Лоб гладкий. Переднеспинка блестящая зеленовато-чёрная, длиннее своей ширины, сужена спереди и сзади. Надкрылья блестящие коричневато-чёрные с коричневато-жёлтыми отметинами. Брюшная сторона чёрная. Ноги желтоватые, бёдра, голени и лапки несколько затемнены дистально. Длина эдеагуса 1,8 мм.